# Newton Mendonça
Newton Ferreira de Mendonça (Rio de Janeiro, 14 de fevereiro de 1927 — Rio de Janeiro, 22 de novembro de 1960) foi um pianista, compositor, violinista e gaitista brasileiro.
Newton Mendonça foi um dos mais importantes letristas da bossa nova. Seu modo de escrever, usando substantivos até então raramente usados em letras de músicas brasileiras, foi fundamental para chamar a atenção das pessoas para a Bossa Nova, especialmente os jovens. Injustiçado historicamente, Newton Mendonça foi um dos grandes responsáveis pelo início da bossa nova.
Entre 1933 a 1939 morou em Porto Alegre, onde estudou violino, e Aquidauana (MS). Aos 13 anos, iniciou seus estudos de piano clássico. 
Em 1942 se juntou ao seu amigo de infância, Antônio Carlos Jobim, com quem compôs várias canções que viriam a se tornar clássicos da Bossa Nova.
Boêmio, passou a maior parte das noites dos anos 50 tocando piano em boates de Copacabana.
O primeiro sucesso surgiu com "Foi a Noite", considerado por muitos especialistas como o início da bossa nova.
O grande sucesso aconteceu dois anos depois, quando João Gilberto gravou "Desafinado" e "Samba de Uma Nota Só". Seguiram-se "Meditação", "Caminhos Cruzados", "Discussão" e "Só Saudade".
Foi o vencedor do I Festival da TV Record, no dia 3 de dezembro de 1960, com a música "Canção do Pescador". Porém, não pode estar presente para receber o troféu. Poucos dias antes, no dia 22 de novembro, aos 33 anos, tivera um enfarte fulminante (o seu segundo) que o vitimou. O prêmio foi entregue, dias depois, à sua esposa, Cirene. Newton Mendonça, compositor e letrista de grande talento, faleceu sem ter podido colher os frutos de sua parceria com Tom Jobim. 

## Discografia
- Em cada amor uma canção
- Caminhos cruzados.